# 暗胸珠目魚
暗胸珠目魚（学名：Scopelarchus michaelsarsi）為輻鰭魚綱仙女魚目帆蜥魚亞目珠目魚科的一種，分布於全球三大洋熱帶至亞熱帶海域，屬深海魚類，深度256-500公尺，體長可達10.2公分，棲息在中層水域，雌雄同體，生活習性不明。